# Подлесье (Стрыйский район)
Подлесье (укр. Підлісся) — село в Николаевской городской общине Стрыйского района Львовской области Украины, расположено на реке Козушин.
Население по переписи 2001 года составляло 154 человека. Занимает площадь 0,201 км². Почтовый индекс — 81620. Телефонный код — 3241.